# Paleosepharia fusiformis
Paleosepharia fusiformis es una especie de insecto coleóptero de la familia Chrysomelidae.
Fue descrita científicamente en 1984 por Chen & Jiang.